# Reinhard Heydrich
Reinhard Heydrich, mornariški poročnik, nacistični politik, *7. marec 1904, Halle † 4. junij 1942, Praga.
Sprva je bil mornariški kadet, njegov predpostavljeni je bil poznejši admiral in šef Abwehra, Wilhelm Franz Canaris. Po neslavnem odpustu iz mornarice se je pridružil nacistom. Kasneje je s pomočjo Heinricha Himmlerja napredoval v strankarski hierarhiji. Bil je SS-Obergruppenführer, od leta 1929 sodelavec Heinricha Himmlerja, kasneje je postal šef SD (varnostna služba), 30. januarja 1942 ga je zamenjal Ernst Kaltenbrunner). Na koncu kariere pa je bil za devet mesecev rajhsprotektor (nekakšen guverner) Češke in Moravske s sedežem v Pragi. Tam je bil 27. maja 1942 nanj izvršen bombni atentat, čez teden dni je umrl za posledicami napada od gangrene. Slovel je po svoji krvoločnosti in zlobi - pa tudi po neverjetni inteligenci in iznajdljivosti, saj je že od leta 1929 dalje tajno zbiral dokumentacijo o vseh pomembnih ljudeh Tretjega rajha (s tem jih je izsiljeval in je krepil svojo oblast, isto je počel tudi njegov šef Heinrich Himmler). Heydrich je tudi vodil zloglasni sestanek v vili na Gross Wannseeju 20. januarja 1942, kjer je padla končna odločitev - zapečatenje usode židovskega naroda "Endlösung", kar pomeni »dokončna rešitev« in v prenesenem pomenu besede genocid celega naroda. Na tem sestanku je sodelovala elita nacističnih posvečencev najožjega kroga, zapisnikar pa je bil zloglasni Adolf Eichmann.
Kot posledica atentata nanj je bil nacističen pogrom na mesto Lidice. Vse moške so pobili, nekaj otrok so odvedli v Nemčijo v prevzgojo (arijanizacijo), ženske, starce in ostale otroke pa odvedli v koncentracijska taborišča. Ko so bile Lidice prazne, so jih zravnali z zemljo. Enako so pozneje storili še v kraju Ležaky.
Atentatorji nanj so bili vsi izvežbani pri SOE v Angliji, Angeži so jim tudi preskrbeli vse dokumente, orožje in bombe in jih z letali prepeljali do Češke. 
Atentatorja Gabčika in Kubiša so po izdajstvu Karla Čurde, izsledili v kripti neke cerkve v Pragi. Tam sta atentatorja storila samomor. Izdajalec Karel Čurda (za svojo raboto je menda prejel dva milijona čeških kron), je bil po vojni pri poskusu pobega v Nemčijo prijet in so ga Čehi obsodili na najsramotnejšo smrt - obešenje.

Heydrich je imel štiri otroke, poročen je bil z Lino van Osten - Heydrich. Žena je do smrti imela penzion na rojstnem otoku Fehmarn, po njem je tudi prejemala tudi generalsko pokojnino.
- Heydrichov Mercedes 27. maja 1942 po atentatu nanj.
- Josef Gabčik, eden od obeh atentatorjev na Heydricha
- Žalni sprevod za Reinhardom Heydrichom v Berlinu.
- Heydrichov Mercedes je imel številko 3 - bil je tretji človek Tretjega rajha - Za Hitlerjem in Himmlerjem.

1. ↑  data.bnf.fr: platforma za odprte podatke — 2011.
2. 1 2  Encyclopædia Britannica
3. 1 2  Record #118550640 // Gemeinsame Normdatei — 2012—2016.
4. ↑  SNAC — 2010.
5. ↑  Nacionalna zbirka normativnih podatkov Češke republike
6. ↑  Arhiv likovne umetnosti — 2003.